# Сінь Фенся
Сінь Фенся (спрощ.: 新凤霞; кит. трад.: 新鳳霞; піньїнь: Xīn Fèngxiá; 1927 — 12 квітня 1998) — виконавиця китайської опери пінцзюй, відома як «Королева пінцзюй». Також була акторкою, письменницею і художницею. Знялась у дуже популярних фільмах «Лю Цяоер» (1956) і «Квіти як свати» (1964), обидва адаптовані з її опер.
Сінь була дружиною У Цзуґуана, визначного драматурга і затятого критика політики уряду. Коли У Цзуґуан був заклеймований як «правий» під час маоцзедунівської кампанії проти правих, Сінь відмовилася розлучитися з ним і сама в підсумку потрапила під звинувачення. Пізніше вона зазнала жорстоких переслідувань під час культурної революції, ставши інвалідом після побоїв, а потім її паралізувало через інсульт. Нездатна більше виконувати акторські ролі, вона присвятила залишок свого життя викладанню, написанню власних творів і живопису. Вивчала живопис від свого хрещеного батька Ці Байши, майстра китайського живопису, а писати вчилася від чоловіка. Опублікувала мемуари з двох мільйонів слів, які перекладено на англійську мову та урду.
Сінь Фенся започаткувала свій власний стиль опери пінцзюй, який нині має назву «Сінь» (що також означає «новий»). Він став одним з найважливіших стилів цієї опери. 2014 року Китайський інститут пінцзюй створив нову оперну виставу під назвою «Сінь Фенся» на її честь.

## Раннє життя і кар'єра
Сінь Фенся народилася в Сучжоу (Цзянсу, Китай). Коли вона була маленькою дитиною, торговці людьми продали її в Тяньцзінь у Північному Китаї. Там вона одержала ім'я Ян Шумінь (спрощ.: 杨淑敏; кит. трад.: 楊淑敏; піньїнь: Yáng Shūmǐn). Змалечку її навчали мистецтву оперної виконавиці. У той час театральний світ у Китаї був під контролем гангстерів. Актори, навіть відомі виконавці, мали небагато особистої свободи. Спочатку вона готувалась до виконання пекінської опери під керівництвом своєї «старшої сестри» Ян Цзіньсян, але пізніше перейшла на пінцзюй. Багато гастролювала, і в 1940-х роках її слава конкурувала з такими зірковими оперними виконавицями як Лю Цуйся, Бай Юйшуан і Фу Жунхуа.

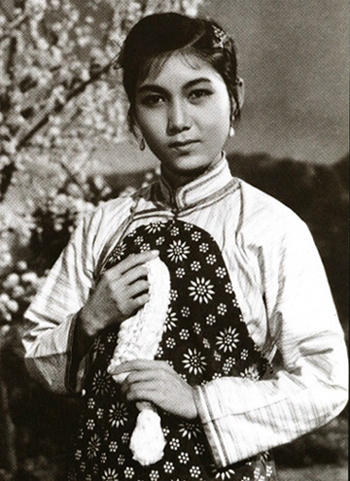
Сінь Фенся в «Лю Цяоер»

Після створення Китайської Народної Республіки в 1949 році, Сінь переїхала до Пекіна. Її перший спектакль, у стилі сучасного пінцзюй, «Шлюб маленької Ерхей», дуже сподобався глядачам і привернув увагу оригінального романіста Чжао Шулі та відомого письменника Лао Ше. Наступний її спектакль, «Лю Цяоер» (спрощ.: 刘巧儿), був ще більш успішним, зробивши її ім'я знайомим для простих китайців. В опері «Квіти як свати» (спрощ.: 花为媒), вона як перетворила традиційні меланхолійні мелодії пінцзюй на радісні, так і збагатила репертуар пінцзюй багатьма новими мелодіями. Тепер це вважають класикою стилю «Сінь» опери пінцзюй. «Лю Цяоер» було екранізовано 1956 року, а в 1964 році — «Квіти як свати». В обох кінострічках грала Сінь, і обидва були надзвичайно популярними. Прем'єр Чжоу Еньлай і його дружина Ден Їнчао обидва були її шанувальниками. Чжоу одного разу сказав: «Я можу прожити без чаю три дні, але не без перегляду Сінь Фенся».

## Шлюб і переслідування
1951 року Лао Ше представив Сінь Фенся знаменитому драматургові У Цзуґуану. Як і багато тогочасних інтелігентів, У покладав великі надії на нову Народну Республіку і повернувся до Китаю з Британського Гонконгу. Сьнь, яка грала в одній з п'єс У, захоплювалася його талантом. Того самого року вони одружилися, попри те що належали до різних соціально-економічних верств: вона не мала формальної освіти і була майже неписьменною, тоді як він був з відомої сім'ї вчених. У допоміг їй навчитися читати, писати та мистецтва каліграфії. Вона також вивчала живопис під керівництвом Ці Байши, одного з найвідоміших майстрів китайського живопису, який прийняв її як свою хрещеницю.

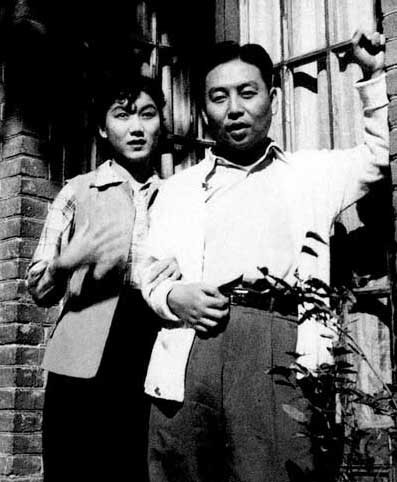
Сінь Фенся та У Цзуґуан

1957 року маоцзедунівська кампанія проти правих засудила У Цзуґуана, затятого критика урядової політики в області культури, як «правого» і відправила у Велику Північну пустелю в провінції Хейлунцзян, щоб той «виправився через працю». Сінь змушували розлучитися з чоловіком, але вона відмовилася. Посилаючись на легендарну історію кохання з однієї зі своїх опер, вона казала: «Ван Баочуань 18 років чекала на Сюе Пінґуй, і я буду чекати 28 років на У Цзуґуана». У підсумку її саму заклеймили «правою», і вона пройшла через «публічне засудження» (спрощ.: 批斗会).
У Цзуґуан повернувся до Пекіна після трьох років важкої праці, але шість років по тому Китай зазнав ще більших потрясінь культурної революції, яка почалася в 1966 році. Сінь Фенся і У Цзуґуан зазнали переслідувань на початку періоду. Молодий актор Китайського інституту пінцзюй жорстоко побив Сінь. Вона зазнала перелому лівого коліна і так ніколи й повністю не відновилася після травми. Друг подружжя Лао Ше втопився після подібного катування. Після її побиття Сінь відбула сім років примусових робіт. У грудні 1975 року її паралізувало після перенесеного інсульту. Її чоловік піклувався про неї до кінця її життя.

## Після Культурної революції
Після Культурної революції Сінь Фенся була політично реабілітована 1979 року, але не змогла повернутися на сцену через інвалідність. Її роль у «Квіти як свати» 1964 року виявилася для неї останньою. Вона присвятила себе написанню мемуарів, живопису, і навчанню наступних поколінь виконавців пінцзюй. 1997 року опублікувала свої мемуари із двох мільйонів слів, які було перекладено на англійську мову та урду. Є Шентао, відомий письменник і видавець, дуже заохочував її писати. Він написав дві поеми, у яких вихваляв її мужність і талант. Її картини, прикрашені каліграфією її чоловіка, також здобули популярність, їх виставка відбулась у 1994 році у Військовому музеї Китайської народної революції. Її було обрано до складу Китайської народної політичної узгоджувальної ради.
У квітні 1998 року, під час відвідування рідного міста чоловіка Чанчжоу, вона перенесла крововилив у мозок. Її відправили в Народну лікарню Чанчжоу № 1, де вона померла за тиждень, 12 квітня 1998 року.

## Спадщина

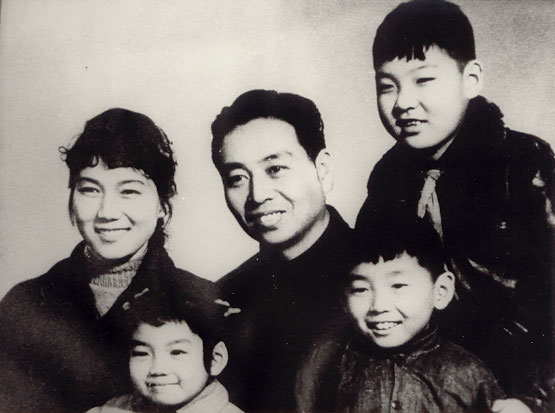
Сімейний портрет

Сінь Фенся і У Цзуґуан мали трьох дітей. Їхній син У Хуань теж письменник, художник і каліграф. Після смерті Сінь 1998 року і У Цзуґуана 2003 року він організував виставку «Сто років сім'ї У» в Poly Art Museum у Пекіні. Вона також експонувалася у Франції, Гонконзі та на Тайвані.
Стиль «Сінь» опери пінцзюй, який започаткувала Сінь Фенся, став одним з найважливіших стилів цієї опери. 2014 року Китайський інститут пінцзюй створив нову оперну виставу під назвою «Сінь Фенся» присвячену пам'яті видатної виконавиці, в якій увагу акцентовано на її реформуванні опери, а також на історії кохання Сінь та У. Її написав Хуан Вейжо (黄维若), а поставив Ґо Сяонань (郭小男).